# آگوست گوتشالک
آگوست گوتشالک (انگلیسی: August Gottschalk; ۱۴ دسامبر ۱۹۲۱ – ۲۷ نوامبر ۲۰۱۴) بازیکن فوتبال اهل آلمان بود.
از باشگاه‌هایی که در آن بازی کرده‌است می‌توان به باشگاه فوتبال روت‌وایس اسن اشاره کرد.